# Pilosella vansoestii
Pilosella vansoestii là một loài thực vật có hoa trong họ Cúc. Loài này được (de Retz) Mateo mô tả khoa học đầu tiên năm 2006.